# Леонов Андрій Євгенійович
Андрій Євгенійович Леонов (рос. Андрей Евгеньевич Леонов; нар. 15 червня 1959, Москва, СРСР) — радянський і російський актор театру і кіно. Провідний актор театру Ленком Марка Захарова. Заслужений артист Росії (1997). Ведучий програм «Болезни — нет» (2005—2006) і «О самом главном» (2014). 
Активний прихильник російського військового вторгнення в Україну. Фігурант бази центру «Миротворець».

## Життєпис
Син Народного артиста СРСР Євгена Павловича Леонова. Закінчив Театральний інститут імені Бориса Щукіна у 1979 році (курс А. Казанської), потім був прийнятий в трупу театру «Ленком».
Першу роль в кіно зіграв підлітком в картині «Гонщики» (1972). У кіно, серіалах і телеспектаклях зіграв більше 50 ролей.

### Сім'я
- Батько — Леонов Євген Павлович (2 вересня 1926 — 29 січня 1994) — радянський актор театру і кіно.
- Мати — Ванда Володимирівна Леонова (д. Стойлова) (народ. 15 жовтня 1935) — працювала в літературному відділі «Ленкома».
- Дядько — Микола Павлович Леонов (19 лютого 1924 — 10 січня 2017) — працював авіаконструктором в Туполєвському бюро.
- Перша жінка — Марія Олехандра Куевас, уродженка Чилі, працювала педіатром в Морозовській лікарні Москви.
  - Син — Євгеній Андрійович Леонов (народ. 1987) живе у Швеції із 6 років, закінчив театральний інститут в Стокгольмі[2].
    - Онук — Міо Євгенович Леонов (народ. в 2019 році)[4].
- Друга жінка — Анастасія Ігорівна Леонова (1972), дочка композитора Ігоря Якушенко (1932—1999) і актриси Віри Тарасової. Закінчила Московську державну консерваторію ім. П. І. Чайковського, працює продюсером на телебаченні.
  - Дочка — Ганна Андріївна Леонова (народ. 15 квітня 2010).
  - Син — Михайло Андрійович Леонов (народ. 24 січня 2013).

## Громадянська позиція
Підтримує путінський режим та війну росії проти України.
Фігурант бази даних центру «Миротворець» за незаконне перетинання державного кордону України з метою проникнення в окупований Росією Крим.
Під час повномасштабного вторгнення Росії в Україну підтримав Росію, відвідував шпиталі з російськими військовими, передав свій автомобіль і гуманітарну допомогу російським військовим у зону бойових дій. Також отримував «подяки» від російських загонів, писав, що перемога буде за Росією, відвідував Кремль та вітав Володимира Путіна з Днем народження.

## Вибіркова фільмографія
- «Гонщики» (1972, Миколка, син Кукушкіних)
- «Звичайне диво» (1978, учень Мисливця)
- «Час і сім'я Конвей» (1984, Ален Конвей в юності)
- «Підземелля відьом» (1990, другий пілот)
- «Поминальна молитва» (1993, спектакль, Федя)
- «На розі, у Патріарших 2» (2001, Петро Вишняков)
- «Жіноча логіка» (2002, Юрій Михайлович Убахтін, слідчий)
- «Єсенін» (2005, т/с; Олександр Сахаров)
- «Татусеві доньки» (2007, т/с)
- «Все гаразд, мамо!» (2010)
- «Мій хлопець — ангел» (2011)
- «Далекобійники 3» (2012, т/с)
- «Маргарита Назарова» (2016, т/с; актор Євген Леонов)
- «Зорге» (2019, т/с; Макс Клаузен, радист Зорге)
- «Лев Яшин. Воротар моєї мрії» (2019, Микола Озеров) та ін.

Озвучування:
- «Ку! Кін-дза-дза» (2013, мультфільм)
- «Як спіймати перо Жар-Птиці» (2013, мультфільм; цар Берендей)
- «Маленький принц» (2015, мультфільм; честолюбець)